# Donovan Ebanks
Donovan Ebanks (1952 - 2 de junio de 2024) fue un destacado funcionario público caimanés, conocido por sus significativas contribuciones al desarrollo y gobierno del territorio. Se desempeñó como primer vicegobernador de las Islas Caimán y gobernador interino de las Islas Caimán de 2009 a 2010.  También tuvo el título de "Secretario en Jefe y Jefe del Servicio Civil".

## Carrera
Ebanks inició su carrera en el Departamento de Obras Públicas en 1975 y ascendió rápidamente, siendo nombrado ingeniero jefe a los 30 años. Su trayectoria continuó con roles clave como subsecretario en 1994 y secretario principal en 2009, antes de convertirse en el primer vicegobernador de las islas en 2009 bajo la nueva constitución.
En reconocimiento a su servicio, Ebanks fue galardonado con el honor de MBE por la Reina Isabel II durante su visita a las Islas Caimán en 1994. Durante su tiempo en el servicio público, lideró importantes iniciativas de reforma del servicio civil y estableció la Secretaría de Comisiones y el Departamento de Gestión de Emergencias de las Islas Caimán (HMCI), dejando una marca perdurable en su país.
Tras casi cuatro décadas de servicio, Ebanks se retiró como vicegobernador en 2012. Falleció el domingo, 2 de junio de 2014, a la edad de 72 años.Fue enterrado el 21 de julio de 2024, en una ceremonia realizada por el gobierno de Caiman, en la casa del Parlamento. 